# Число Лапласа
Число Лапласа (La) — критерий подобия в гидродинамике, выражающий соотношение между силой поверхностного натяжения и диссипативными силами. Оно определяется следующим образом:
{\displaystyle \operatorname {La} \,={\frac {\sigma \,\rho \,L}{\eta ^{2}}}},
где
- {\displaystyle L} — характеристическая длина;
- {\displaystyle \sigma } — коэффициент поверхностного натяжения;
- {\displaystyle \rho } — плотность жидкости;
- {\displaystyle \eta } — динамическая вязкость.

Число Лапласа обратно квадрату числа Онезорге и его можно записать через число Рейнольдса и число Вебера:
{\displaystyle \operatorname {La} \,={\frac {1}{\operatorname {Oh} ^{2}}}\,={\frac {\operatorname {Re} ^{2}}{\operatorname {We} }}}.
Число Лапласа также называют числом Суратмана (Su).
Названо в честь французского математика Пьера-Симона Лапласа.